# William Chillingworth

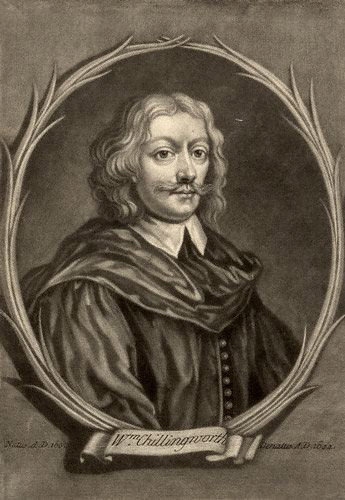
William Chillingworth.

William Chillingworth, född den 12 oktober 1602 i Oxford, död den 30 januari 1644 i Chichester, var en kontroversiell engelsk kyrkoman.

## Biografi
Chillingworth föddes i Oxford, där hans far var borgmästare; William Laud var hans gudfar. I juni 1618 blev han student vid Trinity College, Oxford, där han antogs som fellow i juni 1628. Han uppnådde stort anseende som en skicklig debattör, excellerade i matematik och blev dessutom känd som poet. Han knöt nära band med sir Lucius Cary, John Hales och Gilbert Sheldon.
Intresserad av religiösa kontroverser och ännu inte prästvigd kom Chillingworth i kontakt med jesuiten John Percy (alias "John Fisher"). Percy lyckades omvända Chillingworth och övertalade honom att resa till jesuitkollegiet i Douai 1630. Där skrev han en berättelse för sina skäl att lämna protestantismen, men behöll kontakten med Laud.
År 1631 tänkte han om och lämnade Douai. Han återvände inte omedelbart till ortodoxa positioner inom engelska kyrkan, men drogs in i debatt med romerska katoliker: med John Lewgar, John Floyd, och i en organiserad disputation med Thomas White inför lord Digby och sir Kenelm Digby.
Hans teologiska känslighet visade sig i hans vägran att ta emot en befordran, som erbjöds honom 1635 av sir Thomas Coventry. Han tvekade inför att skriva under de trettionio artiklarna. Som han meddelade Gilbert Sheldon, då vid All Souls College, Oxford, i ett brev, var han fullständigt övertygad om två ting: att påståendet att fjärde budet är en lag från Gud som gäller för kristna är falskt och därmed illegitimt, och att fördömelserna i athanasianska trosbekännelsen är schismatiska. Att skriva under, vore därför, som han såg det, att skriva under sin egen fördömelse.
År 1637 publicerade han sitt huvudverk, med titeln The Religion of Protestants a Safe Way to Salvation. Hans främsta argument är ett försvar av Bibeln som ensam auktoritet i andliga frågor, och av den enskildes rätt att tolka den i enlighet med sitt samvete. I förordet uttrycker Chillingworth sin nya syn på underskrift av artiklarna. "Vad beträffar den anglikanska kyrkan," säger han där, "är jag övertygad om att hennes lärobegrepp är så rent och ortodoxt, att var och en som tror det, och lever i enlighet med det, utan tvivel skall bli frälst, och det finns inga fel i det som nödvändiggör att man stör hennes frid eller ger någon människa rätt avsäga sig hennes gemenskap. Det är, enligt min mening, allt som ligger i en underskrift." Följande år (1638), utnämndes han till kansler för kyrkan i Sarum, vilket var förenat med prebendet Brixworth.

## Eftermäle
Anklagelsen för socinianism har ofta framförts gentemot Chillingworth, men, som John Tillotson uttryckte det, "av ingen annan anledning än hans värdiga och framgångsrika försök att framställa kristendomen på ett sätt som inte strider mot förnuftet."
Ett Life av Thomas Birch inledde 1742 års upplaga av Chillingworths Works.